# Aslan Maskhadov
Aslan (Khalid) Alievitch Maskhadov (en tchétchène : МасхадгIеран Iелин Аслан, en russe : Аслан Алиевич Масхадов), né le 21 septembre 1951 et mort le 8 mars 2005, fut le chef du mouvement séparatiste et homme d'État tchétchène et le troisième président de la république tchétchène d'Itchkérie.
Il acquit une grande renommée dans la première guerre de Tchétchénie, qui permit l'indépendance de facto (mais non reconnue) de la Tchétchénie. Élu président en janvier 1997, il mène la guérilla tchétchène d'août 1999 jusqu'à sa mort à Tolstoï-Yourt en mars 2005.

## Jeunesse
Il n'est pas né en Tchétchénie mais au Kazakhstan, plus précisément dans le village de Chakaï, région de Karaganda, à la suite de l'opération Tchétchévitsa (déportation des Tchétchènes ordonnée en 1944). Sa famille appartient au taïp Aleroï (de l'est de la Tchétchénie). En 1957, Khrouchtchev permet à ces populations de revenir, sa famille s'installe à Zebir-Yourt, dans le raïon de Nadterechny.
Il rejoint l'Armée soviétique, suit son entraînement en Géorgie, et est diplômé de l'école d'artillerie de Tbilissi en 1972 et de l'académie d'artillerie Kalinine de Leningrad en 1981. Il est posté en Hongrie avec un régiment d'automoteur d'artillerie jusqu'en 1986, année où il est affecté au district militaire de la Baltique. À partir de 1990, il est commandant des forces de l'artillerie et des missiles basées à Vilnius (Lituanie). En janvier 1991, ses soldats participent aux « Événements de janvier », mais sans participer directement à l'assaut de la tour de télévision ; Maskhadov, lui, est rappelé de Vilnius par son commandement deux jours avant les troubles. Pendant sa carrière il est médaillé deux fois de l'ordre du Service de la Patrie. Il quitte l'armée en 1992 avec le grade de colonel et retourne en Tchétchénie dirigée par Djokhar Doudaïev. Il est le chef de la sécurité civile de l'Itchkérie, de fin 1992 à novembre 1993.
À l'été 1993, il participe aux raids contre l'opposition armée au gouvernement de Doudaïev dans les raïons d'Ourous-Martan, Nadterechny et Goudermes. Une mutinerie contre le président qui échoue en novembre 1993 entraîne la démission du chef d'état-major Viskhan Chakhabov. Maskhadov le remplace d'abord par intérim, avant d'être confirmé à ce poste en mars 1994.

## Première guerre de Tchétchénie (1994-1996)
En décembre 1994, quand la guerre éclate, il est vu comme un vétéran et est considéré comme un des acteurs majeurs de la victoire contre les Russes. En tant qu'adjoint au président du Conseil de défense de l'Itchkérie et chef d'état-major, Maskhadov organise la défense de Grozny pendant la bataille qui dure de décembre 1994 à mars 1995. Il commande depuis le palais présidentiel de la ville, devenu un symbole important pour les combattants tchétchènes, où il échappera de peu à la mort lorsqu'un bunker buster russe atterrit à moins de 20 mètres de lui mais n'explose pas. En février 1995, Doudaïev le promeut général de division. En juin 1995, il participe aux pourparlers de paix à Grozny et en juin 1996 à la négociation de Nazran (Ingouchie). En août 1996, après la reprise de Grozny par des unités tchétchènes, il maintient le dialogue avec Alexandre Lebed et le 31 de ce mois est signé l'accord de Khassaviourt, qui met fin officiellement à la guerre.

## Président
Le 17 octobre 1996, il est nommé Premier ministre de l'Itchkérie, tout en restant chef d'état-major et ministre de la Défense. Il annonce son intention de se présenter à l'élection présidentielle de janvier 1997, qui l'opposera à Chamil Bassaïev et Zelimkhan Iandarbïev. Les élections (présidentielle et législatives) sont organisées selon la Constitution de mars 1992, elles ont lieu en la présence d'observateurs de plus de 20 pays, des Nations unies et de l'OSCE. Il est élu avec Vakha Arsanov comme vice-président, avec environ 60 % des voix (Bassaïev = 23,5 %, Iandarbïev = 10 %). Boris Eltsine le félicite pour sa victoire, et s'engage à rétablir le dialogue avec les Tchétchènes. Il est intronisé le 12 février 1997, tout en restant Premier ministre. Le 12 mai 1997, il atteint le sommet de sa carrière politique en signant un accord de paix avec Eltsine au Kremlin.

## Entre-deux-guerres
Fin 1996, au lendemain de l'accord de Khassaviourt, près de 400 000 personnes (plus de 50 % de la population d'entre-deux-guerres) ayant fui les hostilités se retrouvent dans des camps de réfugiés ou des villages surpeuplés. L'économie est exsangue et les seigneurs de guerre n'ont pas l'intention de désarmer leurs milices. Dans ces circonstances, la tâche de Maskhadov s'avère difficile et sa position devient encore plus précaire lorsqu'il perd totalement le contrôle sur les seigneurs de guerre. Maskhadov et Bassaïev collaborent d'abord mais leurs relations se détériorent vite. Finalement, même son vice-président devient son ennemi. La criminalité devient un problème majeur : le crime organisé et les kidnappings se multiplient, ce qui entraîne l'exécution publique de quatre criminels après l'adoption de la charia en 1996, sur le modèle des lois soudanaises.
Il essaie, mais sans succès, de combattre la propagation du wahhabisme, incarné par Bassaïev, ce qui amènera un schisme du mouvement séparatiste entre les fondamentalistes religieux et les nationalistes modérés. Il échappe à plusieurs tentatives d'assassinat, notamment les 23 juillet 1998, 21 mars et 10 avril 1999, où les assaillants utilisent des RPG. Il se peut que ces attaques aient été lancées par des figures du crime organisé ou des extrémistes religieux, bien que les services secrets russes soient souvent accusés,.

## Seconde Guerre de Tchétchénie (1999-2000)
À l'été 1999, il condamne l'attaque du Daghestan par Bassaïev et Ibn Al-Khattab, laquelle, lancée à la demande à l'aide des islamistes locaux, avait aussi, semble-t-il, pour but d'instaurer la loi islamique dans cette république russe voisine de la Tchétchénie et de tradition musulmane. Ce raid, ainsi que les attentats en Russie en 1999 contre des immeubles d'habitations, sont tous deux condamnés en Itchkérie. Le 1er octobre 1999, le Premier ministre russe Vladimir Poutine déclare le président Maskhadov illégitime et affirme que «tous les organes du pouvoir en Tchétchénie sont illégitimes, […] car ils ont été élus en dehors des lois russes», bien que Mashkadov ait été reconnu officiellement président de Tchétchénie par le président russe Boris Eltsine. Poutine envoie des troupes en Tchétchénie et se fait élire président sur la promesse d'apporter une victoire rapide et la fin des attentats.
En octobre 1999, Maskhadov propose un plan pour se débarrasser des seigneurs de guerre renégats, mais l'offre est rejetée par Moscou. Il déclare alors une gazavat (guerre sainte) contre les troupes russes qui approchent. La loi martiale est déclarée et les réservistes sont appelés. Le nouveau palais présidentiel de Grozny est une des cibles supposées de la désastreuse attaque de missiles balistiques du 21 octobre contre le marché central et la maternité de Grozny.
Après le retrait des troupes tchétchènes de la capitale dévastée au début 2000, il redevient le chef de la guérilla séparatiste, devenant le second homme le plus recherché par le gouvernement russe après Bassaïev (10 millions de $ pour sa capture). Il appelle plusieurs fois Moscou à l'ouverture de négociations de paix en 2000. Poutine rejette ces propositions en refusant de négocier avec les « terroristes ».
Maskhadov soutient la résistance armée contre ce qu'il voit comme une occupation de l'armée russe, mais condamne systématiquement les attaques contre les civils. Il a toujours démenti sa responsabilité vis-à-vis des actes terroristes contre les civils russes commis par Bassaïev. Il décrit les hommes responsables de la prise d'otages de Beslan en septembre 2004 comme des « fous », ayant perdu la raison à cause des atrocités commises par les Russes. Cependant, pour les autorités russes, il est un des principaux responsables de la tragédie de Beslan. La Cour suprême de l'Ossétie du Nord le proclame officiellement commanditaire de cet acte. Selon Andreï Illarionov, ancien conseiller économique et sherpa de Vladimir Poutine, Maskhadov demandait d'accéder à Beslan, avec ou sans garanties de sécurité, pour sauver les otages, mais se heurta au refus répété du Kremlin. Pour Illarionov, « on peut penser ce qu'on veut » des vues politiques de Maskhadov, mais « du point de vue de la morale, des principes et du rapport à la vie humaine, c'est un modèle qui suscite un profond respect ».
En 2003, alors que les affrontements d'envergure se sont achevés, c'est Akhmad Kadyrov, pro-russe, qui devient président de la Tchétchénie, à la suite d'un scrutin qualifié de « farce » et de « mascarade » par nombre de commentateurs, dénoncé comme « illégal » par des ONG russes et tchétchènes et boudé par l'OSCE et le Conseil de l'Europe.
Au début du mois de février 2005, Maskhadov ordonne un cessez-le-feu unilatéral, à la fois dans et en dehors de la Tchétchénie jusqu'au 23 février (date anniversaire de la déportation de 1944), comme geste de bonne volonté, et appelle une nouvelle fois à la négociation. Oumar Khambiev, qu'il désigne comme négociateur, déclare que si Moscou ne veut pas entendre parler de l'indépendance tchétchène, une autre formule peut être trouvée, de façon à assurer des « garanties pour l'existence de la nation tchétchène ». Cette initiative est soutenue par Bassaïev mais catégoriquement rejetée par les autorités russes et les nouveaux dirigeants tchétchènes qui ne veulent pas négocier avec des « terroristes », bien que le cessez-le-feu ait été globalement suivi par le mouvement séparatiste, sauf au Daghestan.

## Mort
Le 8 mars 2005, soit moins d'un mois après la déclaration du cessez-le-feu, le chef du FSB, Nikolaï Patrouchev, annonce que les forces spéciales obéissant au FSB ont « mené une opération dans le village de Tolstoï-Yourt qui a amené la mort du chef des bandes armées et terroriste international Maskhadov et l'arrestation de ses plus proches complices ». Il déclare que le commando avait reçu l'ordre de le prendre vivant, mais qu'il a été tué dans l'assaut. Il avait apparemment donné l'ordre à ses gardes du corps de le laisser seul en voyant le commando russe. Le corps, gisant torse nu dans le sous-sol d'une maison, est montré à la télévision russe. Akhmed Zakaïev, considéré comme son représentant spécial à l'étranger, confirme rapidement cette mort à la radio russe, indiquant qu'un nouveau chef serait désigné dans les jours suivants. Poutine récompense les membres du commando par une médaille, le conseil rebelle tchétchène annonce peu de temps après qu'Abdoul-Khalim Saïdoullaïev est leur nouveau dirigeant.
Les quatre Tchétchènes (Vakhid Mourdachev, Viskhan Khadjimouradov, Skanarbek Iousupov et Ilias Iriskhanov) capturés pendant l'opération sont jugés le 10 octobre 2005 devant la haute cour de la République tchétchène. D'après leur témoignage, Maskhadov a été tué alors qu'il préparait un accord de paix avec les autorités russes.

### Une tombe anonyme
Le 15 avril 2005, le Parquet général de Russie refuse officiellement de rendre le corps de Maskhadov à ses proches pour l'enterrement, malgré un timide avis favorable à la restitution de la dépouille exprimé par le pouvoir tchétchène prorusse : « Conformément à la loi sur la lutte contre le terrorisme, les corps des terroristes décédés ne sont pas restitués à leurs proches et le lieu de l'enterrement n'est pas révélé ».
Faisant fi des demandes de la famille du défunt, soutenues par plusieurs ONG,,, le Parquet général annonce le 22 avril 2005 que le corps de Maskhadov a été inhumé dans un lieu secret, dans une tombe anonyme numérotée.
Le 6 juin 2006, le Parquet réitère son refus en déclarant Maskhadov responsable de la création des « formations armées illégales », de la « rébellion armée » et de la prise d'otages de Beslan.

### Réactions
Les indépendantistes tchétchènes, en exil ou au maquis, saluent une « légende » et un « symbole de courage » qui est parti « invaincu et inébranlé », comme ses deux prédécesseurs, Doudaïev et Iandarbïev, et dont la mémoire « restera dans le cœur de tous ceux à qui sont chères des valeurs telles que la liberté, l'honneur, la dignité et le dévouement ». Ils rendent hommage à celui qui a rempli « jusqu'au bout son devoir civique et filial envers sa patrie bien-aimée », laquelle se bat « pour son indépendance durant quatre siècles consécutifs ».
Au niveau international, l'annonce de l'assassinat de Maskhadov ne suscite guère de réactions officielles,. Le porte-parole adjoint du département d'État américain, Adam Earley, déclare qu'il « ne donner[a] pas son opinion sur cet incident », car, dit-il, « ce n'est pas ce que nous aimerions commenter ». Même écho chez le porte-parole du ministère des Affaires étrangères français, Hervé Ladsous : « Nous avons pris note des informations données par les autorités russes sur la mort d'Aslan Maskhadov. Je n'ai pas de commentaire à formuler ». Seule la Pologne dénonce ce qu'elle qualifie de « crime » et de « grosse erreur politique », mais face à l'indignation de Moscou, Varsovie rétropédale et présente ses excuses.
Pour ce qui est de la presse moscovite, Kommersant note l'efficacité des services spéciaux russes qui ont su déterrer le « président terroriste » « jusque sous la Tchétchénie ». Novaïa Gazeta regrette une « bassesse mesquine » du Kremlin qui, en exposant « à la risée » du public un Maskhadov « tué, humilié, demi-nu et enterré dans un trou secret », ne fait que lui conférer l'auréole du martyr. Grani.ru, financé par Boris Berezovsky, exprime sa « douleur » à la suite de la mort du « dernier président légitime de la Tchétchénie », « mort en soldat qu'il était, sur sa terre natale, dans le village qui porte le nom de l'auteur de Hadji-Mourat » (dernière grande œuvre de Léon Tolstoï, imprégnée du pathos anti-guerre et dont l'action se déroule lors de la conquête russe du Caucase).

## Autres
Il a écrit un livre L'honneur est plus cher que la vie.
Il s'est marié à l'âge de 17 ans ; sa femme Kousama a un diplôme d'enseignante. Ils ont eu un fils, Anzor, qui a participé à la première guerre de Tchétchénie, et une fille, Fatima. Son petit-fils est né le 4 mai 1994 et est nommé Chamil en hommage à l'imam Chamil. Il a également une petite-fille.